# Sint-Jozefkerk (Wiemesmeer)

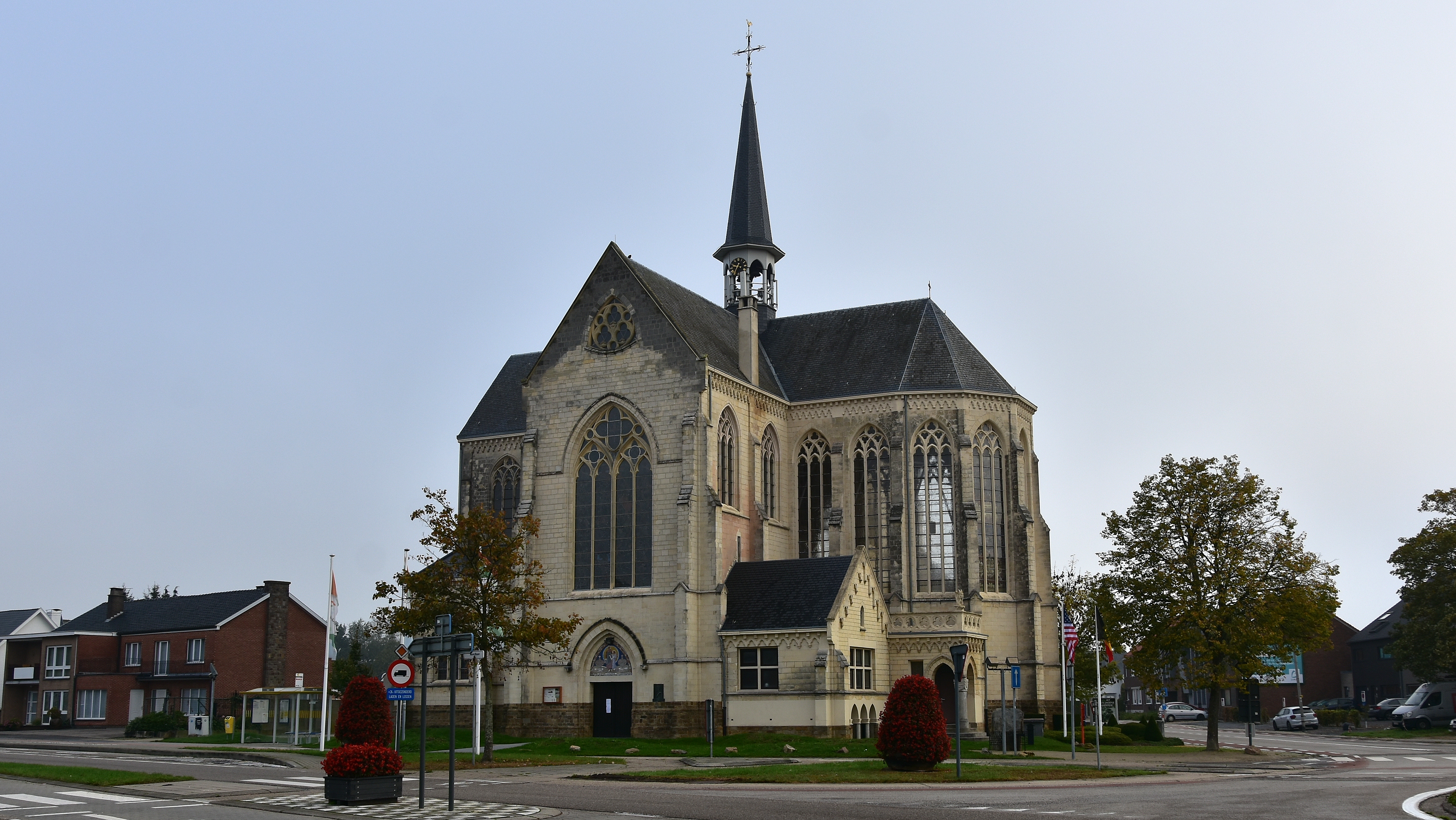
Sint-Jozefkerk

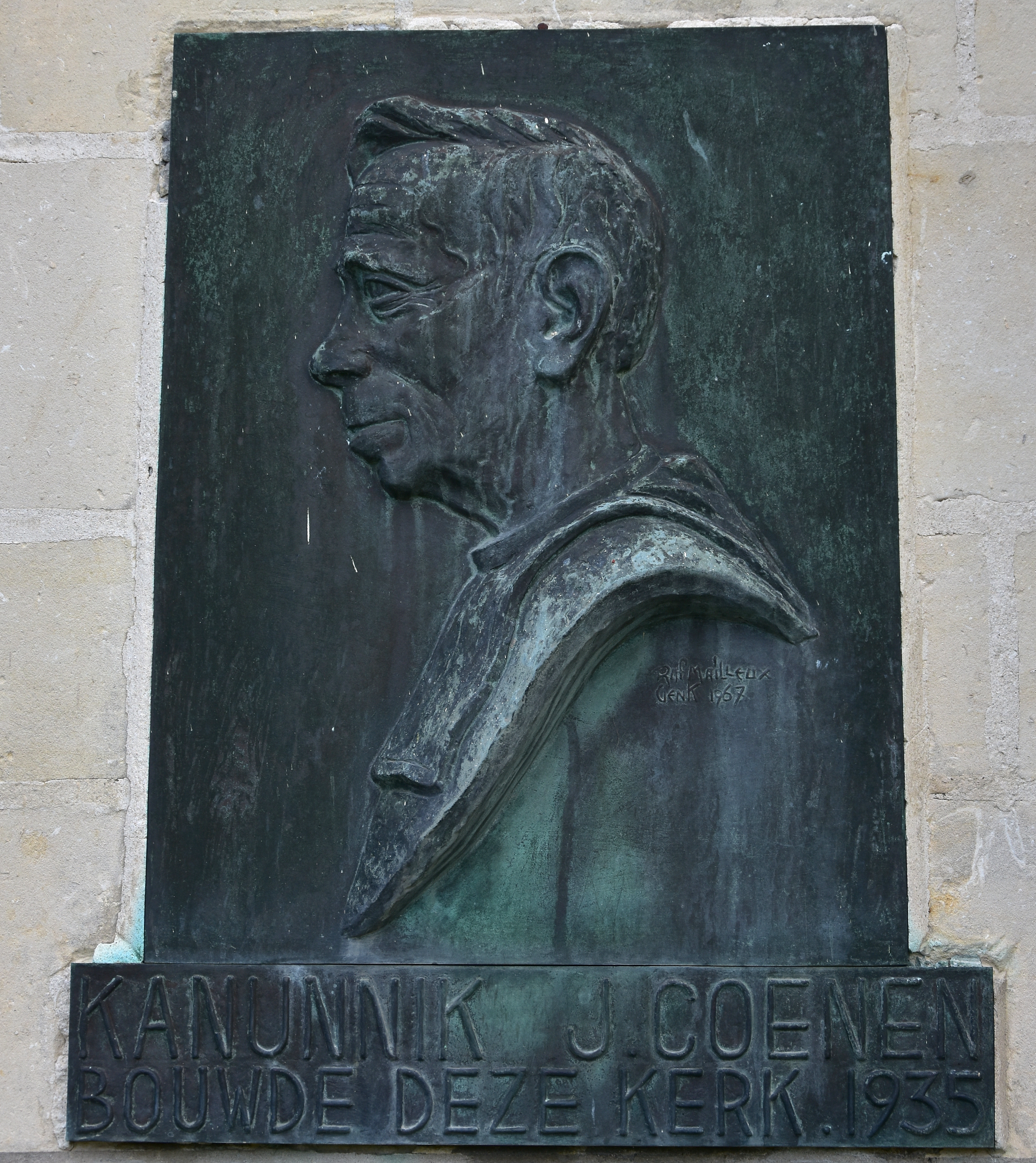
Joseph Coenen aan de kerk te Wiemesmeer

De Sint-Jozefskerk is de parochiekerk van Wiemesmeer, aan de Asserweg 1.

## Geschiedenis
De eerste plannen voor de bouw van de kerk dateren van 1931. Als architect werd toen André Driessen uit Genk (1893-1976, o.a. ongeveer op hetzelfde ogenblik ook architect van het voormalige Sint-Jansziekenhuis in Genk) aangesteld die toen een voorontwerp maakte. In 1933 vroeg pastoor Jozef Geurts zijn vriend Joseph Coenen om hem hierbij te helpen, en deze bestudeerde de vervallen gotische kerk van de voormalige Abdij van Hocht, om aldus te Wiemesmeer een replica hiervan te bouwen. In 1935 begon de bouw van het koor en dwarsbeuk; in 1940 volgde het schip.
De wijding aan Sint-Jozef was waarschijnlijk geschied omdat de voornamen van de pastoor en van Coenen zo luidden. In 1948 werd Sint-Hubertus hieraan toegevoegd, vanwege de in Wiemesmeer plaatsvindende Hubertusfeesten.
Op 28 oktober 1976 stortte het gewelf boven de linkerbeuk in. Ook het orgel en het doksaal werden hierbij  vernield. De diensten werden sindsdien geruime tijd in een plaatselijke zaal en bij de Lourdesgrot worden gehouden. Bij de restauratie moest de bouwkundig zwakke constructie worden verholpen, waartoe men uiteindelijk voor een metalen constructie koos die de gewelven en het dak met elkaar verbond. De herstelwerkzaamheden duurden acht jaar, dit onder begeleiding van architect-ingenieur Guido Walgrave uit Genk, waarna de kerk weer in gebruik gesteld kon worden.
In het begin van de 21ste eeuw werd een nieuwe renovatie doorgevoerd, dit keer onder het toezicht van architect Patrick Strackx, zelf wonende in Wiemesmeer.

## Gebouw en interieur
De kerk oogt als een hoge gotische kruiskerk, getooid met een dakruiter. Ze is opgetrokken uit mergelsteen.
In de kerk vindt men een aantal moderne kunstwerken, zoals beelden en gebeeldhouwde kapitelen uit ongeveer 1950, en uit dezelfde periode kruiswegstaties door Rafaël Clédina, waarin dorpsgezichten uit Wiemesmeer en enkele aanliggende buurtschappen werden verwerkt. Glas-in-loodramen geven het leven van Sint-Hubertus weer. Ook werden enkele oudere beelden aangekocht, en wel een Sint-Hubertusbeeld uit de 16e eeuw en een Sint-Jozef met Onze-Lieve-Vrouw en Kind uit de 17e eeuw.